# Nuyorican Productions
Nuyorican Productions, Inc. è una società di produzione americana fondata da Jennifer Lopez e Benny Medina.

## Storia
Lopez possiede la società di produzione cinematografica e televisiva Nuyorican Productions, che è stata lanciata già nel 2001. È stata co-fondata con il suo manager Benny Medina, che avrebbe dovuto ricevere la metà delle entrate di produzione dalla società. Lopez si separò con Medina poco dopo la fondazione dell'azienda. Nel settembre 2003, la Nuyorican Productions ha collaborato con la HBO per creare un documentario su Los Quinces, un ballo tradizionale che si tiene per celebrare il 15º compleanno di una ragazza cubana. Nel 2004, la sua società di produzione è stata firmata con Fox e Regency Television.
La Nuyorican Productions ha prodotto South Beach, un dramma televisivo in prima serata andato in onda dal 6 gennaio all'11 febbraio 2006 su UPN. La serie, con protagonista Vanessa L. Williams, segue tre giovani adulti "che cercano di andare avanti a Miami". Lo spettacolo ha avuto valutazioni basse e ha ricevuto recensioni generalmente negative da parte della critica. Con la chiusura di UPN e il trasferimento della sua programmazione su The CW in autunno, South Beach è stato uno dei tanti spettacoli che non sono stati trasferiti alla nuova rete. Lo sceneggiatore Jack Bunick ha intentato una causa ad aprile affermando che la trama di South Beach è stata copiata da South Beach Miami, una sceneggiatura che ha scritto nel 1999. Bunick ha affermato di aver presentato l'idea a UPN, ma non è mai stato contattato. La causa ha chiamato Lopez, UPN, CBS Television e altri come imputati. È stato abbandonato nell'aprile 2008 dal giudice distrettuale degli Stati Uniti Richard Berman, che ha dichiarato che non ci sono prove adeguate per portare il caso in giudizio.
El Cantante, un film in cui Lopez ha recitato al fianco dell'allora marito Marc Anthony, è stata la prima produzione della Nuyorican Productions. La Nuyorican Productions ha prodotto la miniserie Univisión Como Ama una Mujer, dal nome del suo album con quel titolo. È andato in onda in cinque episodi dal 30 ottobre al 27 novembre 2007, con protagonista Adriana Cruz. Un altro spettacolo che proveniva dalla sua società di produzione, Brethren, a cui Fox ha dato l'impegno per la sceneggiatura, e in seguito è andato in onda sul canale. Nel novembre 2011, è stato annunciato che la Nuyorican Productions produrrà Where in the World Is Carmen Sandiego?, un adattamento cinematografico del gioco educativo per bambini. Nel 2012 è stato annunciato che Lopez sta producendo una serie drammatica chiamata The Fosters per la rete via cavo Freeform. Nel 2008, la società ha firmato un accordo con Universal Media Studios.
Nel gennaio 2019, Alex Brown è stato assunto come dirigente di produzione, in qualità di produttore di tutti i progetti imminenti per la compagnia. Nell'agosto 2019, Catherine Hagedorn è entrata a far parte dell'azienda come responsabile dello sviluppo. Più di recente, la società ha firmato un accordo con Netflix.

## Logo
Il logo dell'azienda è una replica dell'Empire State Building con un albero di cocco vicino.

## Filmografia

### Film
| Anno | Titolo                                                      | Appunti | Riferimenti |
| ---- | ----------------------------------------------------------- | ------- | ----------- |
| 2006 | Bordertown                                                  |         |             |
| 2006 | El Cantante                                                 |         |             |
| 2007 | Feel the Noise - A tutto volume                             |         |             |
| 2015 | Il ragazzo della porta accanto (The Boy Next Door)          |         |             |
| 2018 | Ricomincio da me (Second Act)                               |         | [ 24 ]      |
| 2019 | Le ragazze di Wall Street - Business Is Business (Hustlers) |         | [ 25 ]      |
| 2022 | Marry Me - Sposami (Marry Me)                               |         | [ 26 ]      |
| 2023 | Un matrimonio esplosivo (Shotgun Wedding)                   |         |             |
| 2024 | This Is Me... Now: A Love Story                             |         |             |
| 2025 | Inarrestabile (Unstoppable)                                 |         |             |

### Serie televisive
| Anno         | Titolo             | Appunti                                    | Riferimenti |
| ------------ | ------------------ | ------------------------------------------ | ----------- |
| 2006         | South Beach        |                                            |             |
| 2007         | DanceLife          |                                            | [ 27 ]      |
| 2007         | Como ama una mujer |                                            |             |
| 2011–14      | Rimozione forzata  |                                            |             |
| 2012         | Big Easy Justice   |                                            | [ 28 ]      |
| 2013         | A Step Away        |                                            |             |
| 2013–18      | The Fosters        |                                            |             |
| 2014         | Los Jets           |                                            |             |
| 2016–18      | Shades of Blue     |                                            | [ 29 ]      |
| 2019–present | Good Trouble       |                                            |             |
| TBA          | C.R.I.S.P.R.       | Dramma procedurale della NBC               | [ 30 ]      |
| TBA          | Rosarito Beach     | commedia drammatica della CBS; in sviluppo | [ 31 ]      |

### Programmi televisivi
- Jennifer Lopez in Concert (2001)
- Q'Viva! The Chosen (2012)
- Jennifer Lopez: Dance Again (2014)
- Neighborhood Sessions: Jennifer Lopez (2015)
- World of Dance[32] (2017-2021)

### Webserie
- Tiger Beat Entertainment (2012)[33]

## Discografia

### Album
- This Is Me... Now (2024)

### Singoli
- Booty (2014)
- Olvídame y Pega la Vuelta (2016)
- Chegaste (2016)
- Ni tú ni yo (2017)
- Amor, amor, amor (2017)
- El anillo (2018)
- Medicine (2019)
- In the Morning (2020)
- Cambia el paso (2021)
- Can't Get Enough (2024)
- Rebound (2024)
- Birthday (2025)